# Danny Trent
Nicola Daniele Trentadue, conosciuto col nome d'arte Danny Trent (Bari, 24 novembre 1984), è un chitarrista e compositore italiano.

## Biografia
La sua passione per la musica è iniziata a nove anni, quando ha ricevuto una chitarra classica come regalo di Natale. Trent ha iniziato a suonare ad orecchio, ispirato dagli assoli di Mark Knopfler dei Dire Straits. Dopo tre anni, si è iscritto a una scuola di musica e si è diplomato con il massimo dei voti presso il Conservatorio di Musica "Niccolò Piccinni" di Bari.
Durante l'adolescenza, si è avvicinato alla chitarra elettrica e alla chitarra acustica, esplorando vari generi musicali. Ha fatto parte di band dell'underground barese, come Insomnia e Astrea, con la quale ha registrato nel 2005 l'EP "From Birth to Confusion" e ha partecipato a festival come lo Sziget Festival 2006.
Ha frequentato seminari e masterclass con docenti di spicco come Eduardo Isaac, Flavio Cucchi, Lorenzo Micheli, Matteo Mela e Aniello Desiderio. È stato membro dell'Orchestra di chitarre De Falla, diretta dal Maestro Pasquale Scarola, con la quale si è esibito in vari festival e programmi televisivi.
Trent ha perfezionato le sue tecniche di fingerpicking e fingerstyle con musicisti di fama mondiale come Don Ross, Preston Reed, Doyle Dykes e Tommy Emmanuel. Ha contaminato l'orchestra classica con elementi di fingerstyle, proponendo repertori di pionieri come Chet Atkins e Jerry Reed. Negli ultimi quindici anni, ha insegnato chitarra in diverse accademie e scuole di musica e ha militato in tribute band per artisti come Bon Jovi, Stevie Ray Vaughan e Michael Jackson.
Ha creato il duo acustico Cheek2Cheek con la cantante Lorella Falcone, reinterpretando classici degli anni '50 in stile fingerstyle. Come session man, ha collaborato con numerosi artisti e ha aperto concerti per Peter Cincotti, Fiordaliso, Danilo Rea ed il chitarrista statunitense Andy Timmons
. Nel 2021 ha militato nella band di Antonella Ruggiero
La sua carriera internazionale include esibizioni in Canada, dove ha composto molti brani del suo album d'esordio Two Homes, pubblicato nel 2018 con l'etichetta discografica CD Baby. Il singolo "Waterfalls" è stato scelto da Rob Poland, fondatore dell'etichetta statunitense Candyrat Records per il loro canale YouTube, ottenendo migliaia di visualizzazioni.
Nel 2019, Trent ha ricevuto il premio "Chitarrista Emergente" alla XXVI Convention ADGPA e XIV Guitar International Rendez-vous, guadagnando la partecipazione al Festival De la Guitare di Issoudun, in Francia. È stato finalista tra i primi 5 chitarristi acustici a livello mondiale nel contest "Acoustic Guitarist of The Year 2020" organizzato da Guitar World e Guitar Player Magazine. Ha partecipato al NAMM Show dal 2022 al 2024, con concerti e showcase, ed è endorser per il marchio statunitense Timberline Guitars e degli amplificatori AER amps.

## Discografia
- 2018 – Two Homes (CD Baby)
- 2021 – Memory Book (CD Baby) (con Orchestra di Chitarre De Falla)

## Collaborazioni
- 2021 - Retrogusto (SAB Sound) (con Pier Dragone)
- 2022 - Welcome (Digressione Music) (con Roberto Galanto)
- 2025 - The Closest Dream (MEI Records) (con Mr. Putiferio)